# Brienz
Brienz (toponimo tedesco) è un comune svizzero di 3 120 abitanti del Canton Berna, nella regione dell'Oberland (circondario di Interlaken-Oberhasli).

## Geografia fisica
Brienz si trova sulle rive del Lago di Brienz e alle pendici del Brienzer Rothorn.

## Monumenti e luoghi d'interesse

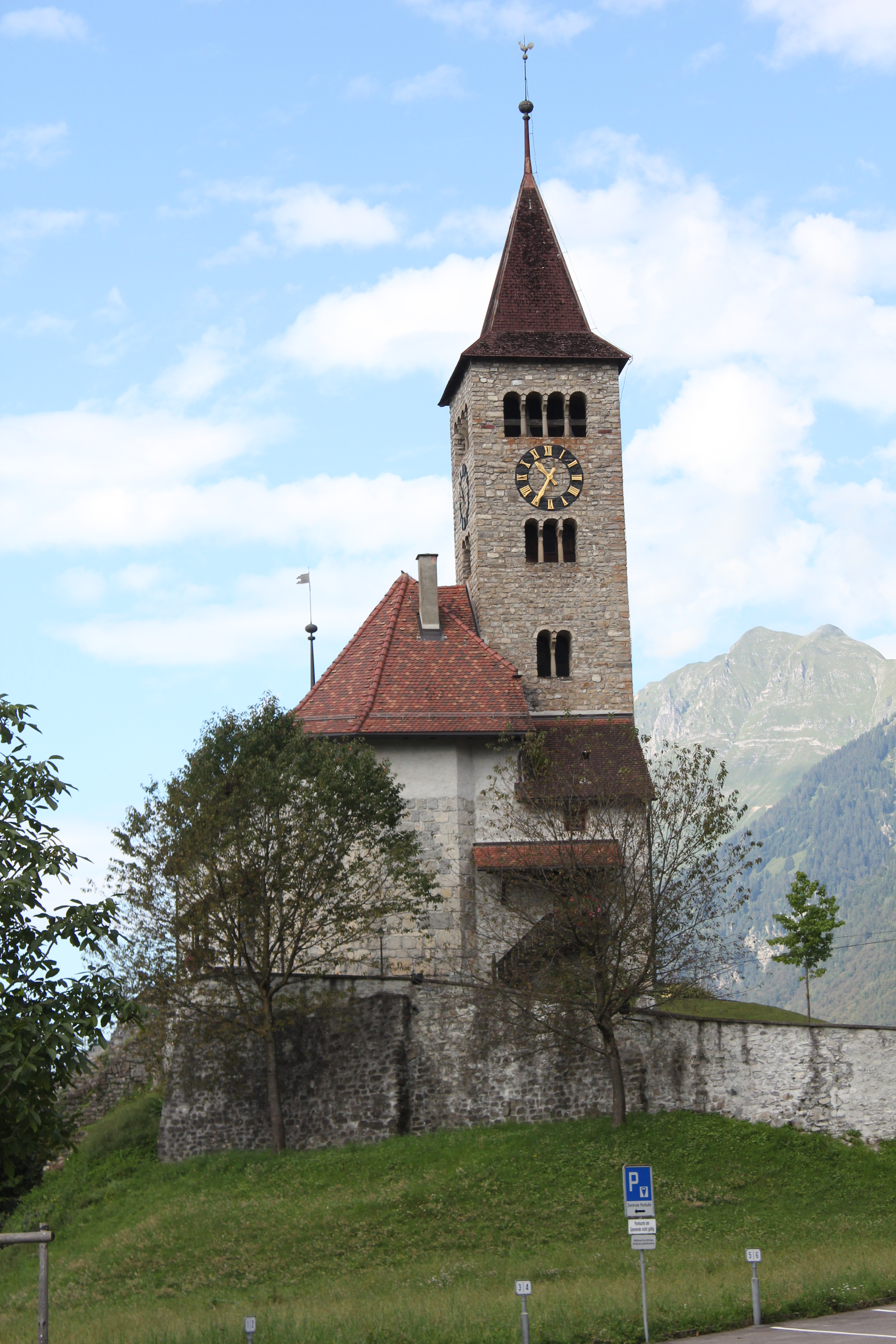
La chiesa riformata

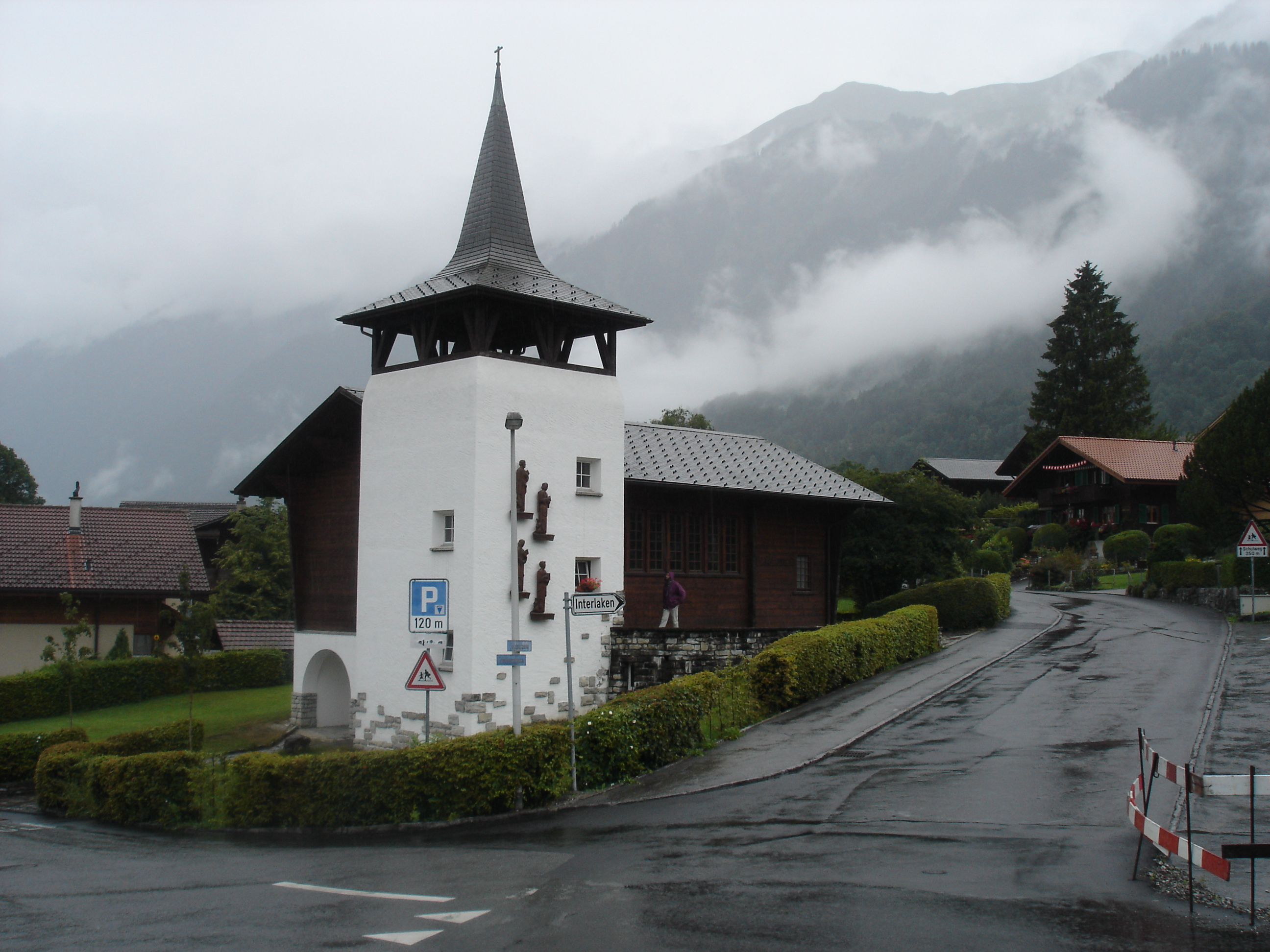
La chiesa cattolica

- Chiesa riformata (già dei Santi Pietro e Paolo), eretta nel 1150 circa e ricostruita nel 1519 e nel 1679-1680[1];
- Chiesa cattolica.

## Società

### Evoluzione demografica
L'evoluzione demografica è riportata nella seguente tabella:
Abitanti censiti

## Infrastrutture e trasporti

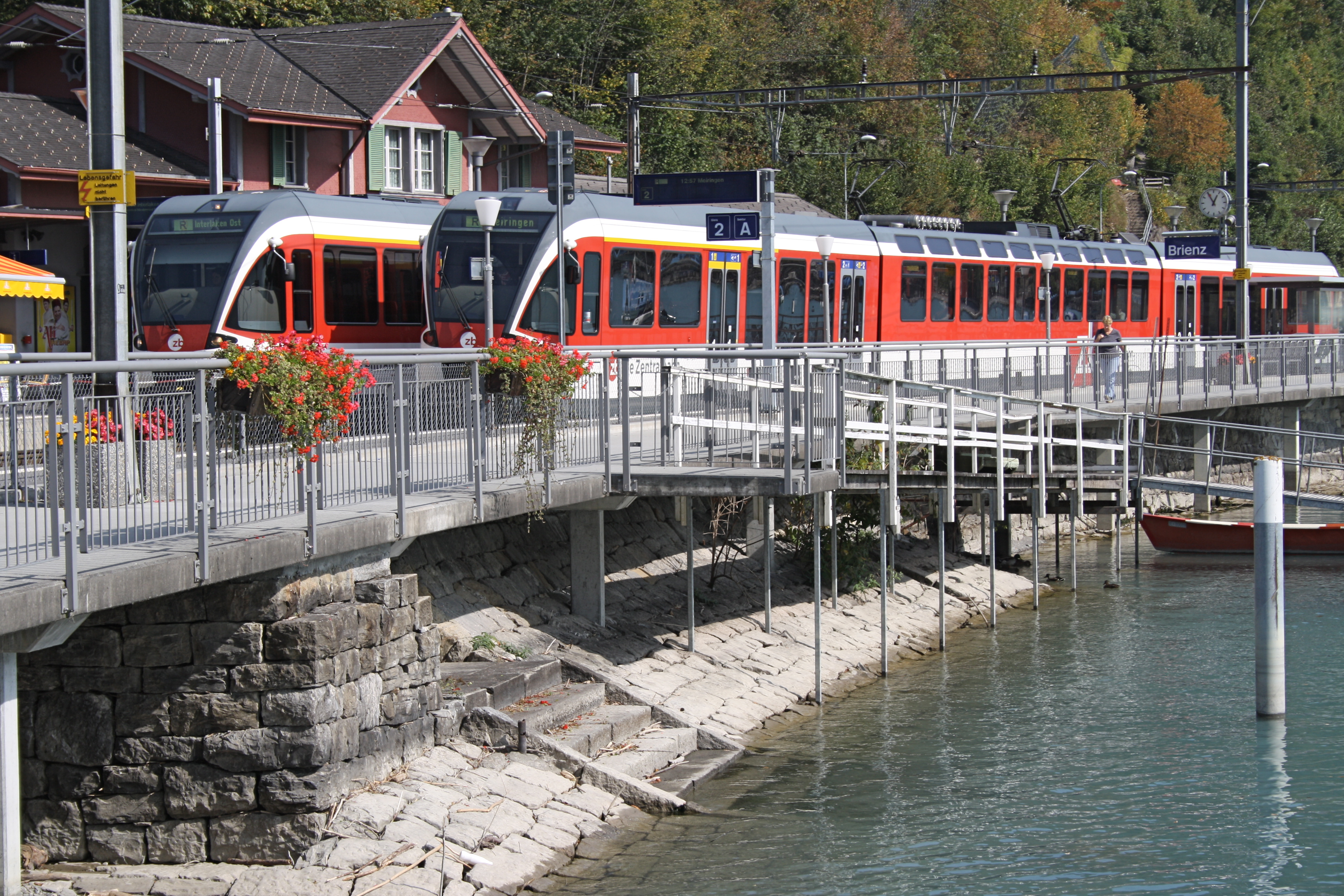
La stazione di Brienz

Brienz è servito dall'omonima stazione e da quella di Brienz West sulla ferrovia del Brünig; la ferrovia Brienz-Rothorn, a cremagliera a scartamento ridotto, collega Brienz al culmine del Brienzer Rothorn.

## Amministrazione
Ogni famiglia originaria del luogo fa parte del cosiddetto comune patriziale e ha la responsabilità della manutenzione di ogni bene comune ricadente all'interno dei confini del comune.